# Осорно
За провинция Осорно вижте Осорно (провинция).
Осо̀рно (на испански: Osorno) е град в Чили. Разположен е в южната част на страната. Главен административен център на едноименната провиниция Осорно в регион Лос Лагос. Намира се на 945 km на юг от столицата Сантяго де Чиле и на 260 km на запад от границата с Аржентина. Основан е на 27 март 1558 г. Химическа и дървообработваща промишленост. Население 145 475 жители от преброяването през 2002 г.